# 臺北市次分區列表

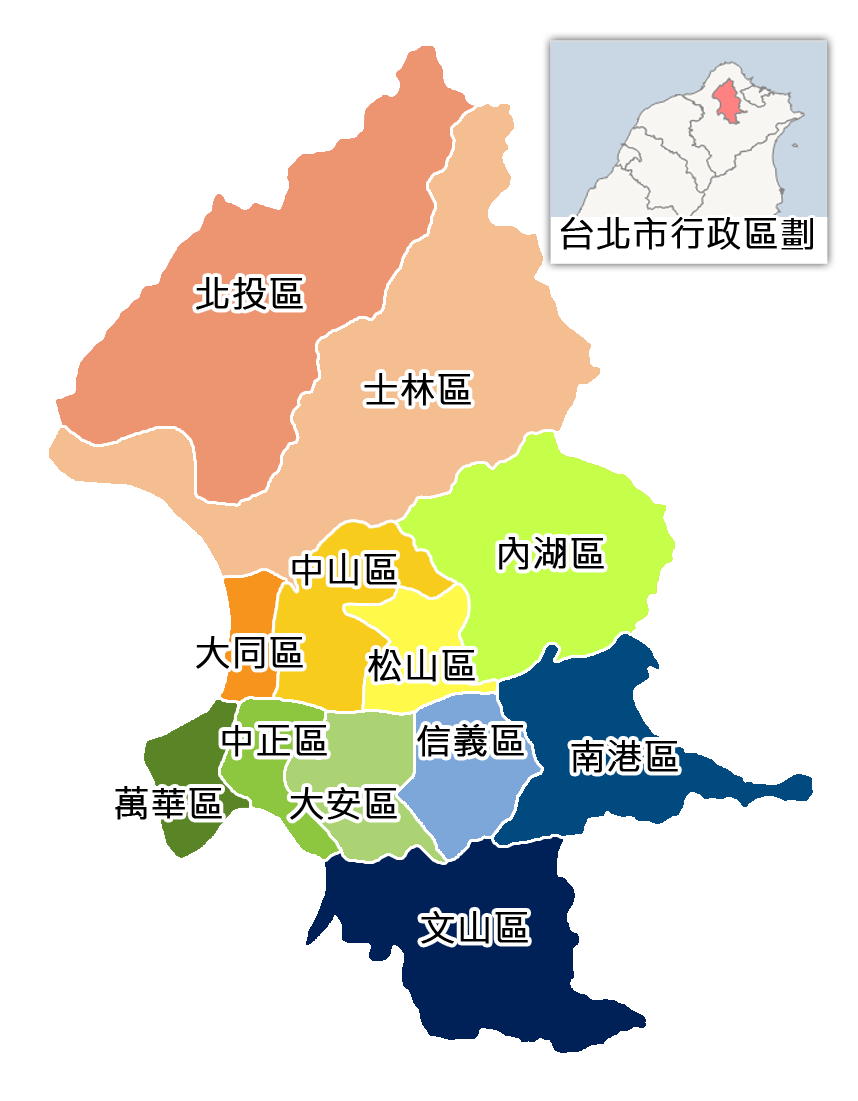
臺北市行政區劃圖

次分區爲臺北市政府自2000年開始施行的輔助行政劃分，設置於市轄區之下。每一市轄區依據實際發展情形配合當地各里特色，劃定4到7個次分區，將具有鄰近特性，且若干文化、歷史特質的里集結起來，俾以有效利用里鄰資源並凝聚居民的向心力，相互合作以發揮區里自治精神，共同推展市政建設。
目前臺北市共有12個市轄區及68個次分區。

## 中正區
城內次分區
- 固有地名：臺北城內
- 範圍：黎明、光復、建國共3里。

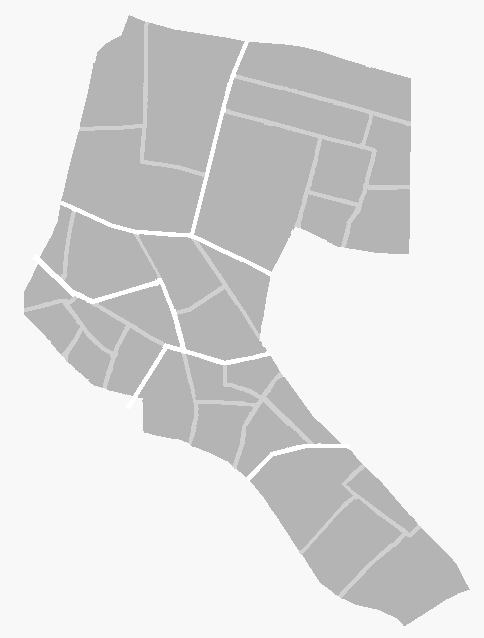
中正區次分區位置圖，分別為：
城內次分區（左上）、
東門次分區（右上）、
南門次分區（中上）、
崁頂次分區（左）、
古亭次分區（下二）、
公館次分區（下）。

- 重要地標：博愛特區、城內商圈、站前商圈、總統府、司法院、二二八和平公園、國立臺灣博物館、台北車站、站前地下街、台北地下街、誠品地下街、M區地下街、西門地下街、誠品站前店、誠品台北車站店、微風台北車站、台大醫院、新光三越站前店、新光人壽保險摩天大樓、凱撒飯店、天成飯店、景福門圓環、台北市立大學、城中市場、中華錢櫃。
- 古蹟：國父史蹟館、總統府、台灣省城隍廟、勸業銀行舊廈、台北府城北門、台北府城小南門、台北府城東門、台北府城南門、台北郵局、菊元百貨、國立臺灣大學醫學院附設醫院、國家圖書館、臺大醫院舊館、司法大廈、北一女中、臺北賓館、國軍英雄館、中山堂、臺北撫台街洋樓、臺灣電力株式會社社長宿舍、臺灣廣播電臺放送亭、台灣總督府博物館、臺灣總督府交通局遞信部、臺灣總督府電話交換局、帝國生命會社舊廈、急公好義坊、原臺北信用組合、原臺灣軍司令部、婦聯總會、黃氏節孝坊、勸業銀行舊廈、三井物產株式會社舊廈。

東門次分區
- 固有地名：三板橋（東門町、樺山町、幸町）
- 範圍：東門、三愛、梅花、幸市、文北、文祥、幸福共7里。
- 重要地標：行政院、立法院、監察院、教育部、警政署、喜來登飯店、善導寺、華山市場、阜杭豆漿、台北市立青少年育樂中心、華山文創園區、光點華山、忠孝國小、八德資訊商圈、三創數位生活園區、光華商場、景福門圓環、張榮發基金會、中正運動中心、中正紀念堂、國家戲劇院、國家音樂廳、國立臺灣大學社會科學院、國立臺北商業大學、成功高中、中正國中。
- 古蹟：台北府城東門、東和禪寺鐘樓、齊東街日式宿舍、臺大醫學院舊館、台北酒廠、李國鼎故居、濟南基督長老教會、監察院、行政院。

南門次分區
- 固有地名：龍匣口
- 範圍：南門、新營、龍福、南福、愛國共5里。
- 重要地標：南門市場、南門國中、南門國小、中央銀行、國語日報、台北植物園、國立歷史博物館、南海學園、牯嶺小劇場、台北市立聯合醫院婦幼院區、郵政醫院、台北市立聯合醫院和平院區。
- 古蹟：欽差行臺、原臺灣軍司令官官邸、自由之家、專賣局、嚴家淦故居、大同之家。

崁頂次分區
- 固有地名：崁頂、龍匣口、加蚋仔
- 範圍：廈安、忠勤、永功、永昌、龍興、龍光共6里。
- 重要地標：建國中學、南機場國民住宅、南機場夜市。
- 古蹟：建國中學紅樓、原臺灣教育會館。

古亭次分區
- 固有地名：古亭（川端町、螢橋）
- 範圍：河堤、螢圃、網溪、板溪、頂東、螢雪共6里。
- 重要地標：中正河濱公園、台北市立圖書館、王貫英紀念圖書館。
- 古蹟：紀州庵。

公館次分區
- 固有地名：林口（水道町）
- 範圍：水源、富水、文盛、林興共4里。
- 重要地標：公館商圈、水源市場、台電大樓、客家文化主題公園、自來水園區、國立臺灣大學水源校區。
- 古蹟：寶藏巖、臺北水道水源地。

## 萬華區
西門次分區
- 固有地名：艋舺（西門町）
- 範圍：西門、菜園、福星、萬壽、新起共5里。

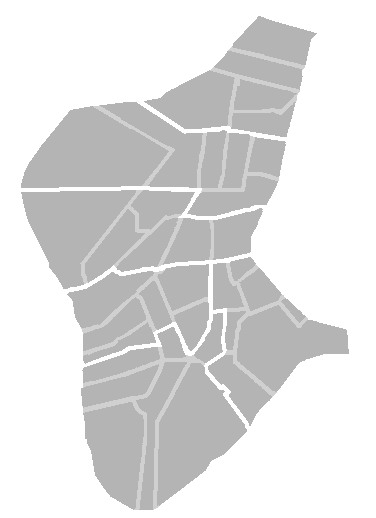
萬華區次分區位置圖，分別為：
西門次分區（右上）、
龍山次分區（上二）、
大理次分區（上三）、
西園次分區（左下二）、
東園次分區（左下）、
青年次分區（右下）。

- 重要地標：西門町商圈、台北市立聯合醫院中醫院區、台北市立聯合醫院昆明院區。
- 古蹟：西門紅樓、西本願寺、艋舺謝宅、艋舺清水巖、慈雲寺。

龍山次分區
- 固有地名：艋舺、下崁
- 範圍：福音、柳鄉、仁德、富民、青山、富福共6里。
- 重要地標：萬華車站
- 古蹟：艋舺龍山寺、學海書院、艋舺青山宮、艋舺地藏庵、萬華林宅、老松國小。

大理次分區
- 固有地名：下崁
- 範圍：綠堤、糖廍、雙園、頂碩、和平、華江共6里
- 重要地標：中國時報、環南市場。
- 古蹟：艋舺洪氏祖厝、臺糖臺北倉庫。

西園次分區
- 固有地名：加蚋子（東園町、西園町之北部）
- 範圍：和德、日善、忠德、全德、孝德、錦德共6里。
- 重要地標：西園醫院。

東園次分區
- 固有地名：加蚋子（東園町、西園町之南部）
- 範圍：銘德、壽德、保德、興德、榮德、華中共6里。
- 重要地標：果菜市場、華中河濱公園、馬場町紀念公園。

青年次分區
- 固有地名：加蚋子（馬場町）
- 範圍：新安、新忠、新和、日祥、忠貞、騰雲、凌霄共7里。
- 重要地標：青年公園（臺北南機場）。

## 大同區
蘭州次分區
- 固有地名：大龍峒、番子溝、大稻埕

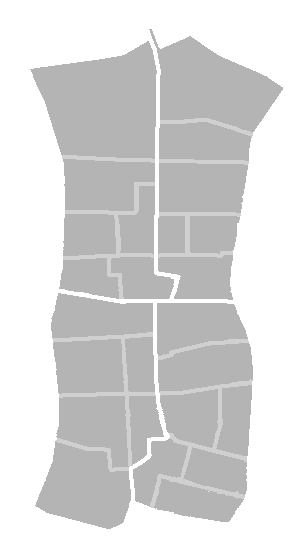
大同區次分區位置圖，分別為：
蘭州次分區（左上）、
大龍次分區（右上）、
延平次分區（左下）、
建成次分區（右下）。

- 範圍：隆和、景星、國順、國慶、鄰江、老師共6里。
- 重要地標：迪化污水處理廠。
- 古蹟：陳悅記祖宅。

大龍次分區
- 固有地名：大龍峒、牛埔（蓬萊町）
- 範圍：揚雅、斯文、至聖、重慶、保安、蓬萊共6里。
- 重要地標：四十四坎舊址。
- 古蹟：大龍峒保安宮、台北孔子廟。

延平次分區
- 固有地名：大稻埕
- 範圍：玉泉、永樂、朝陽、大有、南芳、延平共6里。
- 重要地標：天馬茶房[註 1]、迪化街、台北市立聯合醫院中興院區。
- 古蹟：大稻埕霞海城隍廟、大稻埕辜宅、大稻埕千秋街店屋、台灣基督長老教會大稻埕教會、台灣總督府交通局鐵道部。

建成次分區
- 固有地名：大稻埕（建成區）
- 範圍：雙連、星明、光能、建功、建泰、建明、民權共7里。
- 重要地標：建成圓環。
- 古蹟：臺北市政府舊廈、原台北北警察署、陳德星堂、大稻埕圓環防空蓄水池。

## 中山區
大直次分區
- 固有地名：大直、下塔悠

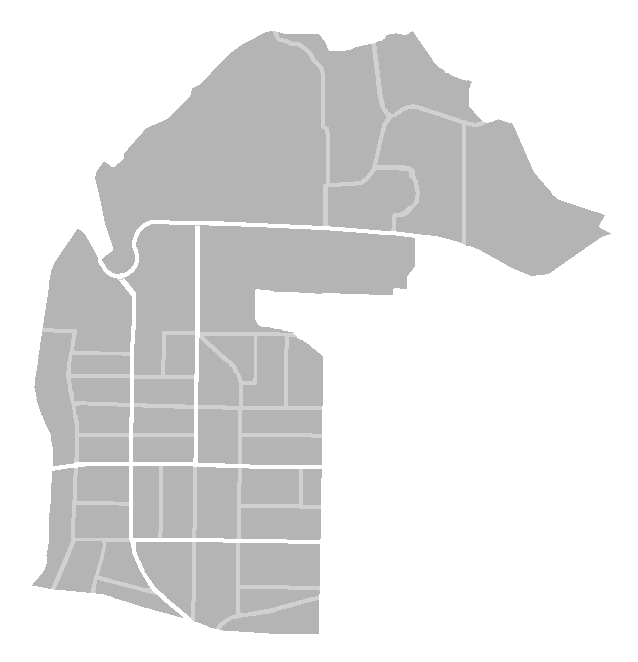
中山區次分區位置圖，分別為：
大直次分區（上）、
圓山次分區（左中）、
新庄次分區（正中）、
下埤頭次分區（右中）、
林森次分區（左下）、
長春次分區（右下二）、
朱厝崙次分區（右下）。

- 範圍：劍潭、大直、成功、永安、北安、金泰共6里。
- 重要地標：劍潭山、中山橋、忠烈祠、823砲戰紀念公園、中央廣播電台、空軍司令部、海軍司令部、海基會、圓山大飯店、明水公園、大直橋、美麗華百樂園、美麗華摩天輪、美麗華影城、誠品美麗華店、美堤河濱公園、ATT 4 RECHARGE、家樂福大直店、西華富邦、台北萬豪酒店、基河國宅、英迪格酒店、維多利亞酒店、典華、蓬萊村高爾夫球場、大直高中、大直國中、大直國小、北安國中、實踐大學、永安國小、濱江國中、濱江國小、台北市立圖書館大直分館、自強隧道。
- 古蹟：劍潭古寺

圓山次分區
- 固有地名：牛埔、山子腳
- 範圍：聚盛、聚葉、集英、恆安、圓山、晴光共6里。
- 重要地標：中山橋、台北市立兒童育樂中心、中山美術公園、海霸王、憲兵指揮部、台北市立美術館、臺北中山足球場、大同大學、大同公司、晴光商圈、馬偕醫院、中山地下街、台北市立聯合醫院林森院區。
- 古蹟：圓山別莊、圓山遺址、臨濟護國禪寺。

次分區
- 固有地名：西新庄子、中庄子（北部）
- 範圍：、新生、新福、新喜、中庄共5里。
- 重要地標：新生公園、大佳河濱公園、濱江公園。
- 古蹟：林安泰古厝。

下埤頭次分區
- 固有地名：下埤頭
- 範圍：大佳、松江、行政、行仁、行孝、下埤、江寧、江山共8里。
- 重要地標：大直橋、復北地下道、台北市第一殯儀館(已拆除停用)、榮星公園、濱江市場、大佳河濱公園、行天宮。

林森次分區
- 固有地名：三板橋
- 範圍：正守、正義、正得、民安、康樂、中山共6里。
- 重要地標：南西商圈、新光三越南西1館、新光三越南西3館、誠品南西店、銅鑼灣書店、誠品R79店、中山地下街、心中山線形公園、光點台北、中山運動中心、條通商圈、晶華酒店、國賓大飯店、欣欣商圈、欣欣秀泰影城

、六條通、中山市場、林森公園（14、15號公園）。
- 古蹟：前美國大使官邸、蔡瑞月舞蹈研究社、中山基督長老教會。

長春次分區
- 固有地名：中庄子（中部）、朱厝崙
- 範圍：中吉、中原、中央、龍洲、朱馥、復華共6里。
- 重要地標：大同高中、長春國賓、四平街商圈、松江錢櫃、南京錢櫃、國立臺北大學建國合江校區。

朱厝崙次分區
- 固有地名：中庄子（南部）、上埤頭、朱厝崙（東南角）、中崙（西南角）
- 範圍：興亞、朱園、埤頭、朱崙、力行共5里。
- 重要地標：長榮桂冠酒店[[[Wikipedia:格式手册/链接#章節|錨點失效]]]、伊通公園、袖珍博物館、松江公園、長安國小、遼寧街夜市、中崙大樓。
- 古蹟：建國啤酒廠、中山女高。

## 松山區
東社次分區

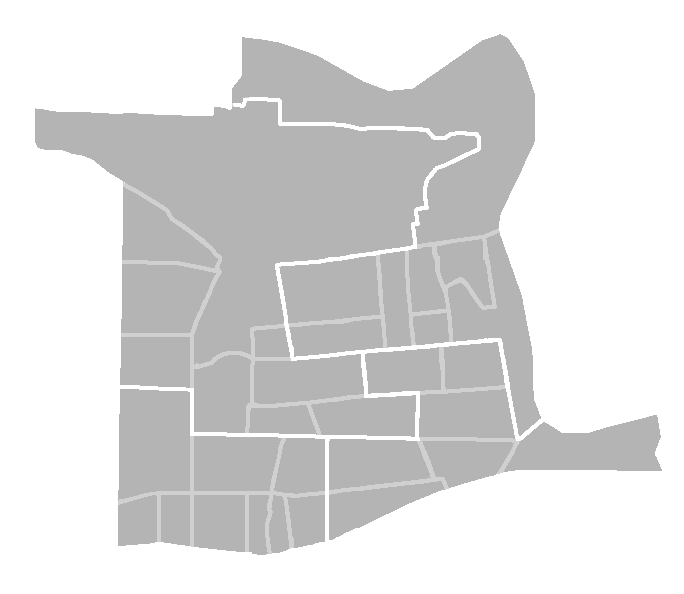
松山區次分區位置圖，分別為：
東社次分區（左上）、
三民次分區（右上）、
中崙次分區（左下）、
本鎮次分區（右下）。

- 固有地名：頂東勢、下埤頭[註 2]
- 範圍：精忠、東光、龍田、東昌、東勢、中華、民有、民福、松基共9里。
- 重要地標：臺北松山機場、復北地下道、台塑大樓、中泰賓館、台北長庚醫院、台北文華東方酒店、S hotel。

三民次分區
- 固有地名：舊里族、上塔悠[註 3]
- 範圍：莊敬、東榮、三民、新益、富錦、新東、富泰、介壽共8里。
- 重要地標：三民圓環、民生社區、富錦街、富民生態公園。

中崙次分區
- 固有地名：中崙、頂東勢
- 範圍：中正、中崙、美仁、吉仁、敦化、復源、復建、復勢、福成共9里。
- 重要地標：臺北市藝文推廣處、臺北市立體育場、臺北小巨蛋、松山運動中心、台灣電視公司、星聚點、微風廣場、紀伊國屋、敦化國中、敦化國小、兄弟大飯店、王朝酒店、慶城街1號、微風南京、IKEA台北城市店。

本鎮次分區
- 固有地名：錫口、舊里族
- 範圍：慈祐、安平、鵬程、自強、吉祥、新聚、復盛共7里。
- 重要地標：饒河街觀光夜市、松山慈祐宮、松山車站。

## 大安區
新生次分區
- 固有地名：十二甲

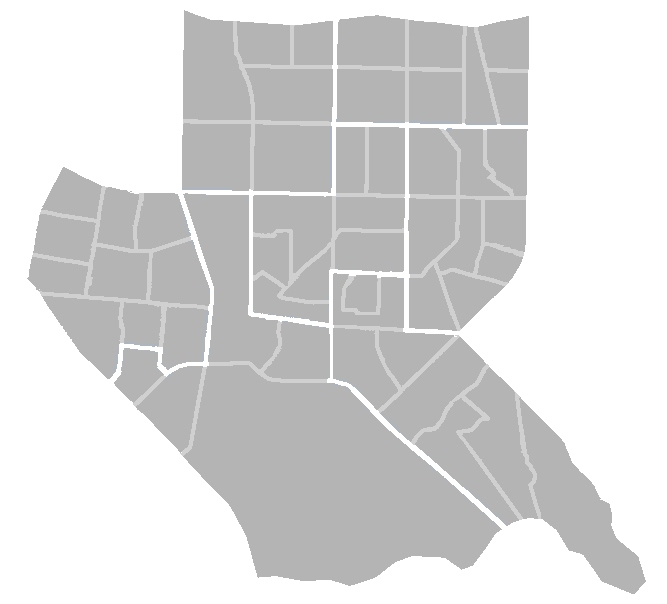
大安區次分區位置圖，分別為：
新生次分區（左上）、
敦南次分區（右上）、
和平次分區（左中）、
瑞安次分區（正中）、
安和次分區（右中）、
學府次分區（下中）、
臥龍次分區（右下）。

- 範圍：誠安、昌隆、義村、和安、民輝、民炤共6里。
- 重要地標：建國假日花市、建國假日玉市、宏盛帝寶、幸安國小、福華飯店、國立臺北科技大學、師大附中、延平中學、懷生國中、SOGO復興館、工業局、勤美璞真。
- 古蹟：國立臺北科技大學紅樓、台灣總督府工業研究所、空軍總司令部舊址。

敦南次分區
- 固有地名：下車層、坡心
- 範圍：華聲、正聲、車層、建安、建倫、光武、仁愛共7里。
- 重要地標：東區商圈、名人巷、瑠公公園、SOGO忠孝館、SOGO敦化館、明曜百貨、統領廣場、東區ZARA、敦南錢櫃、SOGO錢櫃、頂好名店城、頂好廣場、龍門廣場、東區地下街、神旺飯店、東區粉圓、復興實中、仁愛圓環、阿波羅大廈、觀光局華視媒體園區。

和平次分區
- 固有地名：古亭、龍安坡
- 範圍：錦華、古莊、龍坡、福住、龍安、龍泉、永康、光明、錦安、錦泰共10里。
- 重要地標：臺灣師範大學、師大商圈、金華國中、新生國小、古亭國小、金甌女中、南門中繼市場、永康商圈、台北聖家堂、耶穌基督後期聖徒教會聖殿。
- 古蹟：臺北高等學校講堂、台北清真寺、殷海光故居、臺北監獄圍牆遺蹟、紫藤廬。

瑞安次分區
- 固有地名：龍安坡
- 範圍：仁慈、德安、住安、龍雲、龍圖、龍陣、新龍、龍生共8里。
- 重要地標：台北市立圖書館總館、信義聯勤、大安國宅、仁愛圓環、台北市立聯合醫院仁愛院區、安東市場、大安高工、信維市場。

安和次分區
- 固有地名：坡心、上車層
- 範圍：法治、臨江、敦煌、通安、全安、光信、敦安、通化、義安共9里。
- 重要地標：遠企百貨、香格里拉飯店、梅花戲院、臨江街觀光夜市、湳山戲院、文昌家具街、國泰醫院、仁愛圓環、仁愛國中、仁愛國小。

學府次分區
- 固有地名：頂內埔、林口、龍安坡
- 範圍：古風、龍門、大學、龍淵、學府共5里。
- 重要地標：大安森林公園、國立臺灣大學、誠品台大店、公館商圈、國立臺灣科技大學、龍門國中、科技部、資策會、蟾蜍山、臺北市第二殯儀館、辛亥隧道。
- 古蹟：芳蘭大厝、義芳居古厝、國立臺灣大學校門、原帝大校舍、磯永吉小屋、龍安坡黃宅濂讓居。

臥龍次分區
- 固有地名：下內埔、六張犁
- 範圍：群英、臥龍、虎嘯、芳和、黎孝、黎元、黎和、群賢共8里。
- 重要地標：成功國宅、富陽自然生態公園、教廷駐華大使館、國立臺北教育大學、大安運動中心、福州山公園。

## 信義區
三張犁次分區
- 固有地名：興雅

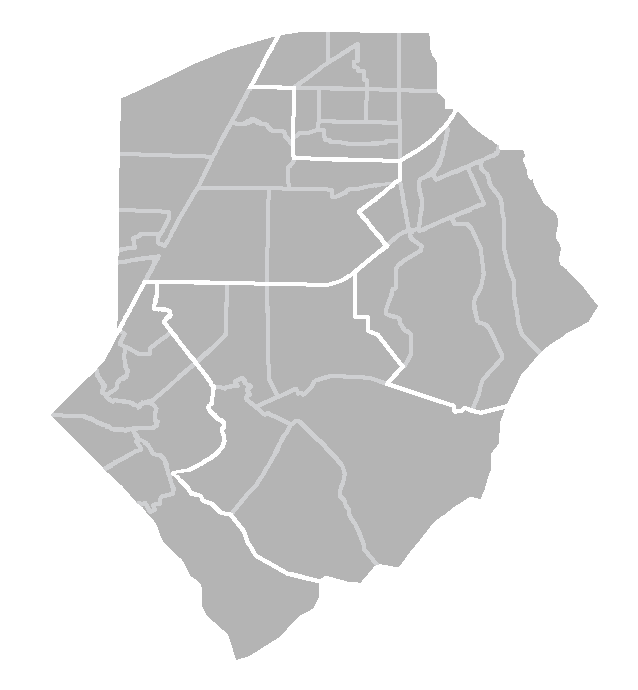
信義區次分區位置圖，分別為：
三張犁次分區（左上）、
五分埔次分區（右上）、
六張犁次分區（左下）、
吳興次分區（中下）、
福德次分區（右）。

- 範圍：西村、正和、興隆、中興、新仁、興雅、敦厚、廣居、安康共9里。
- 重要地標：信義計畫區、台北101、世貿、台北國際會議中心、臺北南山廣場、誠品信義店、W Hotel、統一時代百貨台北店、華新麗華大樓、台北寒舍艾美酒店、寒舍艾麗酒店、台北君悅酒店、微風南山、微風松高、微風信義、新光三越A4、新光三越A8、新光三越A9、新光三越A11、遠百信義A13、松仁威秀、Apple 信義A13、Apple 台北101、信義威秀、ATT 4 FUN、Neo19（英语：Neo19）、國泰置地廣場、Bellavita、松山文創園區、誠品松菸店、誠品松菸電影院、國父紀念館、松山高中、臺北市政府、臺北市議會、市府轉運站、陶朱隱園、香堤大道廣場、宏泰交易廣場、群益金融大樓。
- 古蹟：松山菸廠、鐵路局台北機廠澡堂。

五分埔次分區
- 固有地名：五分埔
- 範圍：六藝、雅祥、五常、五全、永吉、長春、四育、四維、永春、富臺共10里。
- 重要地標：松山車站、五分埔服飾商圈。

六張犁次分區
- 固有地名：六張犁、三張犁
- 範圍：景聯、景勤、雙和、嘉興、黎順、黎平、黎忠、黎安共8里。
- 重要地標：台北醫學大學附設醫院、舊陸軍臺北聯合保修廠營區。

吳興次分區
- 固有地名：三張犁
- 範圍：景新、惠安、三張、三犁、六合、泰和共6里。
- 重要地標：信義運動中心、象山公園、象山、台北市立聯合醫院松德院區（市立療養院）、挹翠山莊、信義路五段150巷、四四南村眷村文化公園。

福德次分區
- 固有地名：永春坡、中坡
- 範圍：國業、松隆、松友、松光、中坡、中行、大道、大仁共8里。
- 重要地標：臺北市立永春高級中學、永春陂濕地公園[2]、廣慈博愛院、松山慈惠堂、松山奉天宮、林口街夜市。

## 內湖區
西湖次分區
- 固有地名：北勢湖、內湖（港墘、山腳）

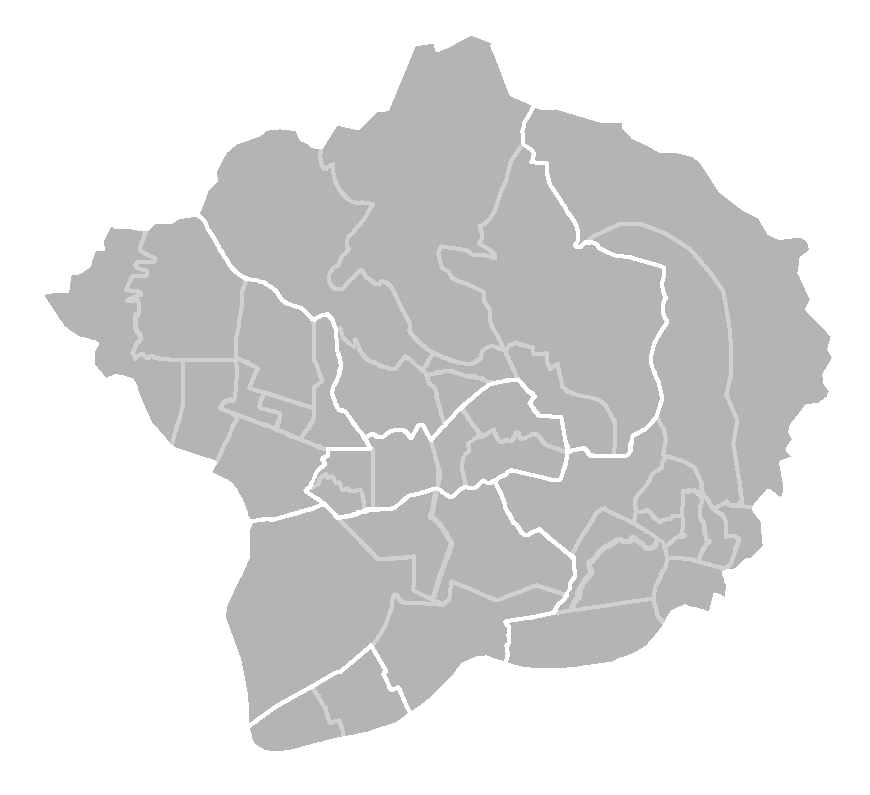
內湖區次分區位置圖，分別為：
西湖次分區（左）、
金龍次分區（上）、
東湖次分區（右）、
紫陽次分區（正中）、
灣仔次分區（下二）、
洲尾次分區（下一）。

- 範圍：港墘、港富、港都、港華、西康、西湖、西安、麗山共8里。
- 重要地標：內湖科技園區、內湖花市。
- 古蹟：內湖清代採石場。

金龍次分區
- 固有地名：內湖（梘頭、新坡尾）、新里族（白石湖、十四分坡內）
- 範圍：湖濱、內湖、金龍、金瑞、碧山、大湖、秀湖共7里。
- 重要地標：金龍禪寺、碧山巖開漳聖王廟、大湖公園、碧湖公園、內湖國泰診所。
- 古蹟：內湖庄役場會議室。

東湖次分區
- 固有地名：新里族（五分、火炭坑、內溝、大邱田、十四分、葫蘆洲）
- 範圍：五分、東湖、安湖、葫洲、內溝、金湖、康寧、明湖、蘆洲、安泰、樂康及南湖共12里。
- 重要地標：內湖垃圾山、內湖垃圾焚化廠、哈拉影城、公共電視台。

紫陽次分區
- 固有地名：內湖番子坡
- 範圍：紫星、紫雲、清白、紫陽、瑞陽、瑞光共6里。
- 古蹟：內湖郭氏古宅。

灣仔次分區
- 固有地名：新里族（羊稠、灣仔、粉寮、石壁潭）、舊里族
- 範圍：湖興、湖元、石潭及寶湖共4里。
- 重要地標：三軍總醫院。
- 古蹟：林秀俊墓。

洲尾次分區
- 固有地名：新里族洲尾
- 範圍：週美、行善共2里。
- 重要地標：環東基河快速道路。

## 南港區
後山坡次分區
- 固有地名：後山埤

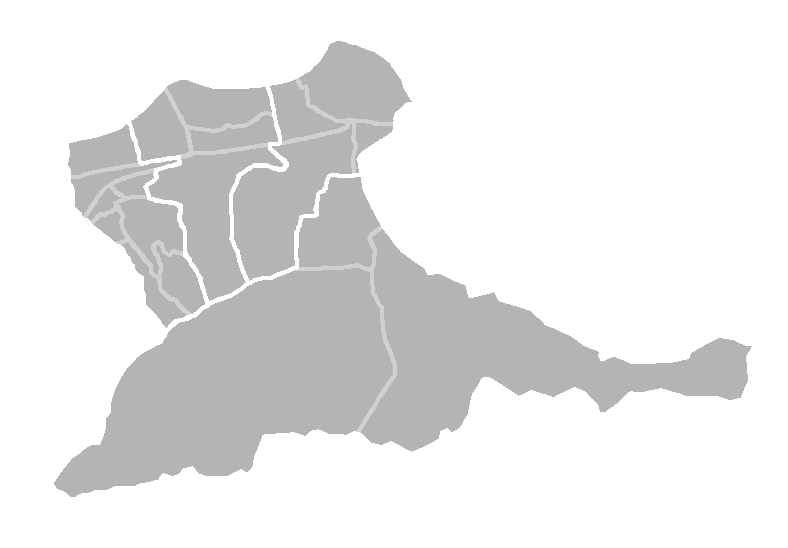
南港區次分區位置圖，分別為：
後山坡次分區（左上）、
新庄仔次分區（中上）、
三重埔次分區（右上）、
中研次分區（下）。

- 範圍：玉成、聯成、合成、成福、仁福、百福、鴻福、萬福共8里。
- 重要地標：台北市立聯合醫院忠孝院區、南港公園、玉成公園。

次分區
- 固有地名：東新庄子
- 範圍：東新、西新、東明、新光、重陽共5里。
- 重要地標：中國電視公司、臺北捷運南港機廠。

三重埔次分區
- 固有地名：南港三重埔
- 範圍：南港、三重、中南、新富共4里。
- 重要地標：南港車站、南港軟體園區、臺北捷運內湖機廠。

中研次分區
- 固有地名：舊庄、山豬窟、大坑、四分子、後山
- 範圍：中研、九如、舊莊共3里。
- 重要地標：中央研究院、胡適公園、南港茶葉製造示範場、軍人公墓。

## 士林區
社子次分區

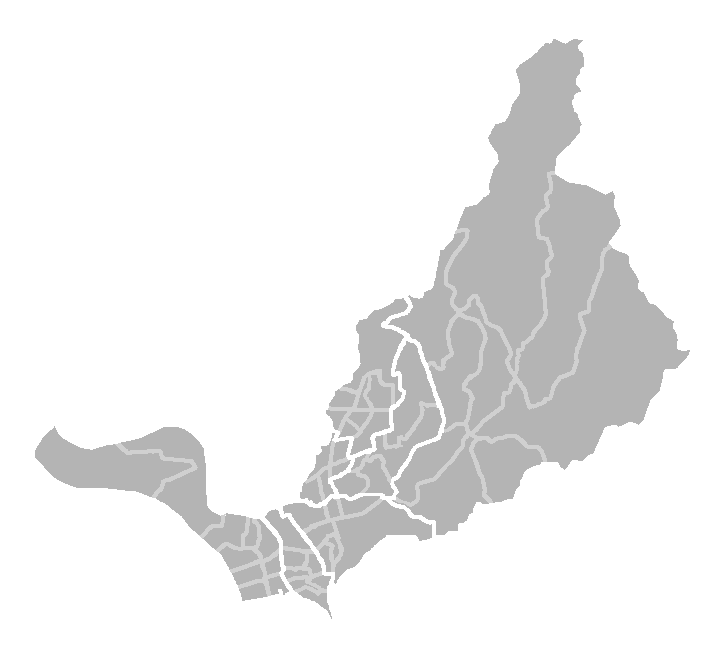
士林區次分區位置圖，分別為：
社子次分區（左一）、後港次分區（左二）、
街上次分區（左三）、蘭雅次分區（中左）、
芝山岩次分區（中右）、天母次分區（中上）、
陽明山次分區（右）。

- 固有地名：社子、番子溝、溪洲底、和尚洲中洲埔
- 範圍：福順、富光、葫蘆、葫東、社子、社新、社園、永倫、福安、富洲共10里。
- 重要地標：葫蘆寺、島頭公園、台北海洋科技大學。

後港次分區
- 固有地名：後港墘、劍潭[註 4]
- 範圍：後港、福中、前港、百齡、承德、福華、明勝共7里。
- 重要地標：百齡河濱公園、救國團劍潭海外青年活動中心。

街上次分區
- 固有地名：士林街、福德洋、林子口
- 範圍：仁勇、義信、福林、福德、福志、舊佳、福佳共7里。
- 重要地標：士林夜市、臺北市立天文科學教育館、臺北市立兒童新樂園、國立臺灣科學教育館、雙溪公園、至善公園、新光醫院。
- 古蹟：蔣中正宋美齡士林官邸、士林潘宅、士林慈諴宮、士林公有市場。

蘭雅次分區
- 固有地名：湳雅
- 範圍：德行、德華、忠誠、蘭雅、蘭興共5里。
- 重要地標：太平洋SOGO天母店、家樂福天母店、士東市場。

芝山岩次分區
- 固有地名：石角、下東勢
- 範圍：岩山、名山、聖山、芝山、東山共5里。
- 重要地標：芝山岩、台北市立聯合醫院陽明院區。
- 古蹟：芝山岩遺址、芝山岩隘門、芝山巖惠濟宮。

天母次分區
- 固有地名：三角埔
- 範圍：三玉、天母、天福、天祿、天壽、天和、天山、天玉共8里。
- 重要地標：天母運動公園、天母棒球場、台北美國學校、台北市日僑學校、使館特區、天母三玉宮、大葉高島屋、新光三越天母店。
- 古蹟：潘宮籌墓、天母白屋。

陽明山次分區
- 固有地名：永福、公館地、草山、七股、菁礐、坪頂、雙溪
- 範圍：永福、公館、新安、陽明、菁山、平等、溪山、翠山、臨溪共9里。
- 重要地標：國立故宮博物院、中影文化城、衛星電臺、聖人瀑布。
- 古蹟：草山御賓館、閻錫山故居、草山御賓館。

## 北投區
關渡次分區
- 固有地名：嗄嘮別

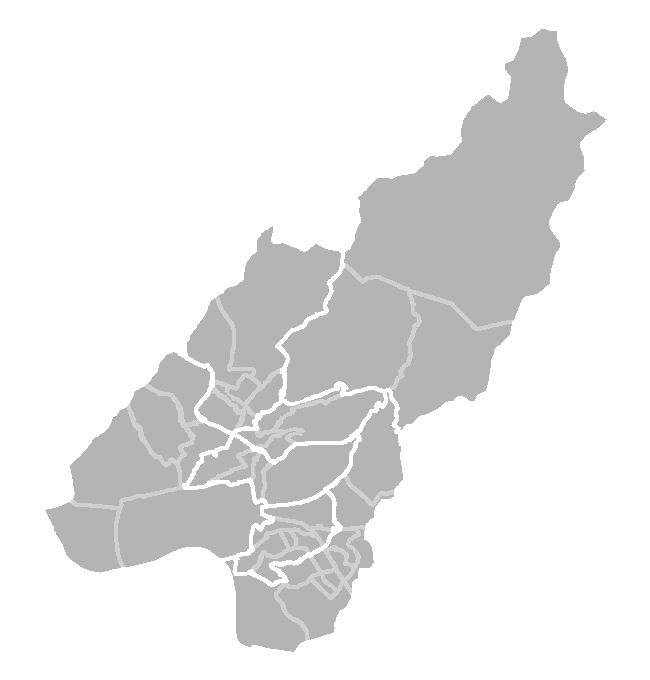
北投區次分區位置圖，分別為：
關渡次分區（左）、大屯次分區（中上）、
陽明山次分區（右上）、新北投次分區（正中）、
舊北投次分區（中下）、
唭哩岸次分區（右下二）、
石牌次分區（右下一）。

- 範圍：八仙、豐年、稻香、桃源、一德、關渡共6里。
- 重要地標：關渡宮、關渡自然公園、台北捷運北投機廠。

大屯次分區
- 固有地名：頂北投
- 範圍：中庸、開明、中和、大屯、智仁、秀山、文化共7里。
- 重要地標：復興崗、北投社三層崎公園、張學良台北故居。

陽明山次分區
- 固有地名：竹子湖
- 範圍：泉源、湖山、湖田共3里。
- 重要地標：陽明公園。
- 古蹟：陽明山中山樓、草山教師研習中心

新北投次分區
- 固有地名：北投（新北投站）
- 範圍：長安、溫泉、林泉、中心共4里。
- 重要地標：北投溫泉博物館。
- 古蹟：前日軍衛戍醫院北投分院、吟松閣、北投溫泉浴場、北投普濟寺、北投臺灣銀行舊宿舍、北投不動明王石窟、北投文物館、北投穀倉。

舊北投次分區
- 固有地名：北投（北投站）
- 範圍：奇岩、清江、中央、大同共4里。
- 重要地標：北投區行政中心、北投市場。
- 古蹟：周氏節孝坊、長老教會北投教堂

唭哩岸次分區
- 固有地名：唭里岸
- 範圍：永明、東華、吉利、吉慶、尊賢、立賢、立農共7里。
- 重要地標：慈生宮、軍艦岩。

石牌次分區
- 固有地名：石牌
- 範圍：建民、文林、石牌、福興、榮光、榮華、裕民、振華、永和、永欣、洲美共11里。
- 重要地標：北投垃圾焚化廠、台北榮民總醫院、振興醫院。
- 古蹟：草山水道系統

## 文山區
景美次分區
- 固有地名：萬盛

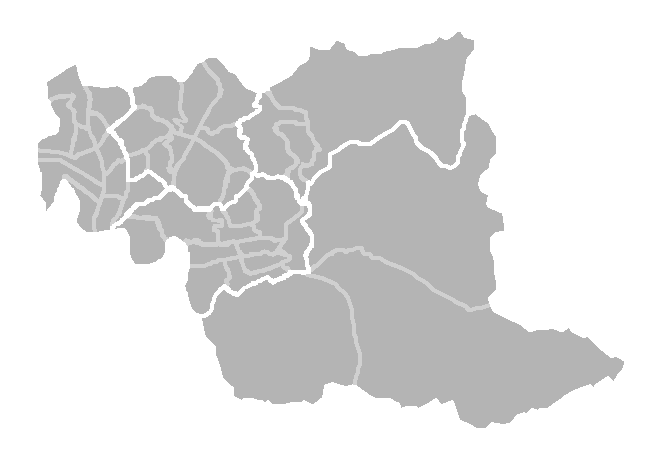
文山區次分區位置圖，分別為：
景美次分區（左）、
興隆次分區（左上二）、
萬芳次分區（中上）、
木柵次分區（左下）、
二格山次分區（右下）。

- 範圍：景美、景行、景東、景慶、景仁、景華、萬有、萬祥、萬隆、萬年、萬和、萬盛共12里。
- 重要地標：仙跡岩、花木批發市場。
- 古蹟：景美集應廟。

興隆次分區
- 固有地名：興福
- 範圍：興豐、興光、興家、興得、興業、興安、興福、興旺、興泰、興昌、興邦共11里
- 重要地標：臺北市立萬芳醫院。

木柵次分區
- 固有地名：內湖
- 範圍：木柵、木新、明義、明興、順興、忠順、樟新、樟腳、試院、華興、樟林、樟文、樟樹共13里。
- 重要地標：木柵老街、考試院、考選部、國家考場。
- 古蹟：木柵集應廟。

萬芳次分區
- 固有地名：坡內坑
- 範圍：萬芳、萬美、博嘉共3里。
- 重要地標：木柵垃圾焚化廠、博嘉運動公園。

二格山次分區
- 固有地名：內湖、坡內坑
- 範圍：萬興、指南、老泉、政大共4里。
- 重要地標：台北市立動物園、指南宮、貓空、樟山寺、國立政治大學。

### 引用來源
1. ↑  . 臺北市政府民政局.   [2019年2月28日]. （原始内容存档于2019年3月14日）.
2. ↑  . 台灣環境資訊協會-環境資訊中心.   [2019年3月3日]. （原始内容存档于2019年3月6日）.

### 外部連結
- 臺北市區里鄰電子地圖
- 臺北市次分區界圖